# 던힐 (담배)

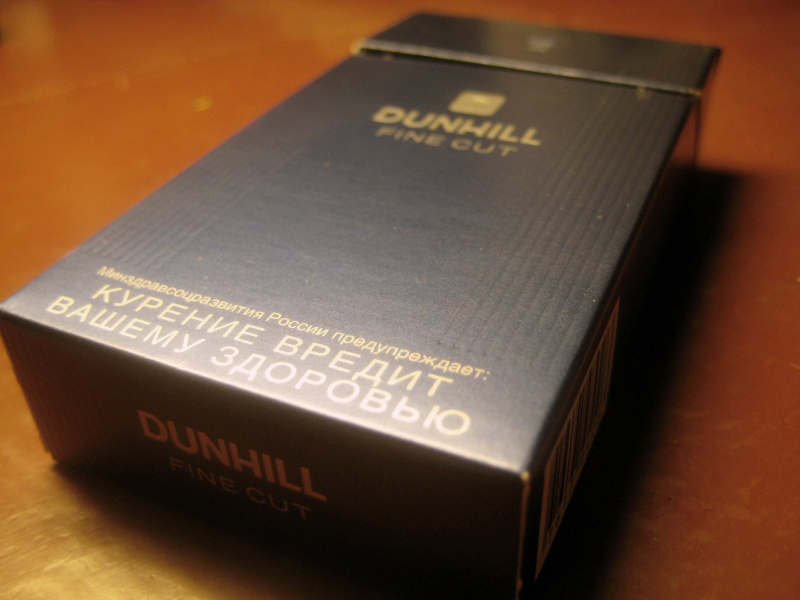

던힐(DUNHILL)은 브리티시 아메리칸 토바코의 담배 제품 이름이다. 주로 유럽과 아시아, 뉴질랜드, 오스트레일리아에서 판매된다.

## 제품
2010년 현재 대한민국에는 다음 제품들이 판매되고 있다. 또 던힐 미드나잇과 던힐 선셋은 가을 한정판이다.
| 이름                            | 규격              | 비고                               |
| ------------------------------- | ----------------- | ---------------------------------- |
| 던힐 6mg                        | Kings (83mm)      | 구 던힐 라이트                     |
| 던힐 3mg                        | Kings             | 구 던힐 밸런스                     |
| 던힐 1mg                        | Kings             |                                    |
| 던힐 0.1mg                      | Kings             |                                    |
| 던힐 프로스트 [1mg/0.1mg]       | Kings             | 멘솔 담배이다.                     |
| 던힐 미스트                     | Kings             | 멘솔 담배이다. 현재 단종           |
| 던힐 프리즈 [6mg/0.55mg]        | Kings             | 멘솔 담배이다. 2009년 7월 6일 출시 |
| 던힐 D레드                      | Kings             |                                    |
| 던힐 D블루                      | Kings             |                                    |
| 던힐 D화이트                    | Kings             |                                    |
| 던힐 D블랙 [9mg/0.80mg]         | Kings             | 2008년 11월12일 출시               |
| 던힐 파인컷 플래티넘            | Superslims(100mm) |                                    |
| 던힐 파인컷 인피니트            | Superslims        |                                    |
| 던힐 파인 컷 얼티밋 0.1mg       | Superslims        | 2008년 10월 13일 출시              |
| 던힐 파인컷 멘솔 1mg            | Superslims        | 멘솔 담배이다.                     |
| 던힐 나노컷                     | Superslims        |                                    |
| 던힐 ORIENT (1mg, 3mg, 6mg 3종) | Kings             | 2010년 11월 24일 출시              |